# 克隆人
複製人（英語：human cloning，或称：复制人或是刻溶人），是用克隆技术来複製出一个和被複製的人相同基因的一个人或者部分组织，是一種无性生殖。克隆人这个术语一般用来指人工的克隆人；是通过自然的複製方式来发生的性關係「克隆」。

## 歷史
虽然在20世纪关于克隆人可能性的推断有很多，但1960年代，科学家和政策制定者开始关心克隆人的前景安全。1966年，诺贝尔得主，基因学家Joshua Lederberg在the American Naturalist发表一篇文章，文章提倡克隆和基因工程，随后一年又在《华盛顿邮报》上发表。
哺乳动物克隆技术虽然不可靠，但很多科学家都可以凭借他们的知识做到，这方面的文献也很多，而且启动一个克隆项目相比其他科学项目不算贵。由于这一点，Lewis.D.Eigen指出克隆实验将会在未来的几年开始，或者已经开始。

## 爭議

### 「另一個我」的理論盲點
關於透過複製技术產生的複製人，是否另一個一模一樣的自己。有假設指複製人僅能複製性狀，也就是說並不能拷貝記憶，因此複製人產生後仍須重新學習，且將擁有自己的生命記憶。被克隆人和克隆人之间的关系就像双胞胎在不同的地方长大，尽管他们有相同的DNA，但是却有不同的成长环境。因此兩者的差別就在原體所擁有的記憶及生活體驗,習慣等;直到科學某日可全然複刻記憶跟所養成的習慣並可下載植入到另一個生命體...

### 技術與倫理問題
這個議題關系到克隆技术、道德和法律等局限因素，及不被傳統社會和媒體承认。
伦理问题
举例说，父亲的体细胞核可以与女儿的卵核组合形成新的卵细胞并在女儿的子宫着床发育，最终生出克隆的「父亲」，这显然有悖人伦。
生育问题
举例，尽管一对双胞胎是通过相同的DNA自然「克隆」出来的，但是他们有各自的经历和不完全重合人格，并非同一个人。目前的克隆技术还不是很发达，可能產生有嚴重生理缺陷的克隆人，且克隆人也会引起舆论的很大反对。
除了以上两个问题外，还有更棘手的难题，即人权罪恶、历史罪恶问题。身体安全不受侵犯是人类最基本的人权。举例说，如有心人将克隆人当成人体器官的供应者用于医疗领域，这显然是对人权严重的亵渎和践踏。至于历史罪恶，则是别有用心者恶意克隆历史上的人物以重现此人的思想。但实现的可能性慨率极小，因为一个人的思想、能力和所作所为是受到环境、经历等制约，单纯生物个体的复制不会达到复制历史的目的。

## 法律
2015年大约已有70个国家禁止複製人。

### 联合国
1996年10月21日科菲·安南秘书长表示支持治疗性克隆人。2005年3月8日，通過不具約束力的《联合国关于人的克隆的宣言》，該宣言反對「违背人类尊严和对人的生命的保护的一切形式的人的克隆」。

### 阿根廷
1997年3月7日，人類克隆已被阿根廷总统令2009/7禁止使用。

### 哥伦比亚
「哥伦比亚刑法」第133条規定禁止人類克隆。

### 中华人民共和国
中華人民共和國政府「不贊成、不允許、不支持、不接受」任何生殖性克隆人實驗，但不反對治療性克隆。
《中华人民共和国刑法》第十一次修正案中，增加第三百三十六条之一规定，将基因编辑、克隆的人类胚胎植入人体或者动物体内，或者将基因编辑、克隆的动物胚胎植入人体内，情节严重的，处三年以下有期徒刑或者拘役，并处罚金；情节特别严重的，处三年以上七年以下有期徒刑，并处罚金 。

### 印度
印度沒有關於克隆的具體法律，但制定了禁止人類克隆或生殖克隆的準則。 印度允許治療性克隆和使用胚胎幹細胞進行研究。

### 塞爾維亞
塞爾維亞2006年憲法第24條“生命權”中明確禁止人類克隆。

### 美国
美国众议院分別於1998年、2001年、2004年和2007年進行關於是否禁止所有形式（包括生殖性和治療性的）人類克隆的投票，但每次眾議院與參議院的分歧都導致兩個對立的提議（「完全禁止克隆人」與「禁止生殖性克隆人」）同時擱淺。

## 外部連結
- 联合国关于人类克隆问题的新闻和文件（页面存档备份，存于）
- "Variations and voids: the regulation of human cloning around the world"（页面存档备份，存于） academic article by S. Pattinson & T. Caulfield
- Moving Toward the Clonal Man（页面存档备份，存于）
- Should We Really Fear Reproductive Human Cloning（页面存档备份，存于）
- 禁止克隆人难在哪儿（页面存档备份，存于）
- 专家访谈：中国为什么不允许任何克隆人实验（页面存档备份，存于）